# Thank God I Found You
Thank God I Found You è una canzone scritta e prodotta dalla cantautrice statunitense Mariah Carey, insieme a Jimmy Jam e Terry Lewis, per il suo sesto album in studio, Rainbow del 1999.
Il brano figura la partecipazione del cantante Joe, e della boy band 98 Degrees, ed è ispirata alla figura dell'ex fidanzato della Carey Luis Miguel.
Thank God I Found You è stato pubblicato come secondo singolo dell'album nel 2000, ed ha raggiunto la vetta della Billboard Hot 100.

## Tracce
1. Thank God I Found You (Album Version) - 4:17
2. Thank God I Found You (Celebratory Mix) - 4:19
3. Thank God I Found You (Make It Last Remix Edit) - 5:09
4. Thank God I Found You (Make It Last Remix Instrumental) - 5:09

## Classifiche
| Classifica (2000)                               | Posizione più alta |
| ----------------------------------------------- | ------------------ |
| U.S. Billboard Hot 100                          | 1                  |
| U.S. Billboard Hot R&B/Hip-Hop Singles & Tracks | 1                  |
| U.S. Billboard Top 40 Tracks                    | 21                 |
| U.S. Billboard Mainstream Top 40                | 28                 |
| U.S. Billboard Rhythmic Top 40                  | 9                  |
| U.S. ARC Weekly Top 40                          | 2                  |
| Australia                                       | 27                 |
| Brasile                                         | 15                 |
| Canada                                          | 2                  |
| Francia                                         | 28                 |
| Germania                                        | 28                 |
| Paesi Bassi                                     | 24                 |
| Singapore                                       | 2                  |
| Svezia                                          | 43                 |
| Svizzera                                        | 17                 |
| Regno Unito                                     | 10                 |